# Antiblemma melanea
Antiblemma melanea är en fjärilsart som beskrevs av Achille Guenée. Antiblemma melanea ingår i släktet Antiblemma och familjen nattflyn. Inga underarter finns listade i Catalogue of Life.